# Liste der Kulturdenkmäler in Kinderbeuern
In der Liste der Kulturdenkmäler in Kinderbeuern sind alle Kulturdenkmäler der rheinland-pfälzischen Ortsgemeinde Kinderbeuern einschließlich des Ortsteils Hetzhof aufgeführt. Grundlage ist die Denkmalliste des Landes Rheinland-Pfalz (Stand: 10. August 2023).

## Einzeldenkmäler
| Bezeichnung                             | Lage                             | Baujahr                            | Beschreibung | Bild                           |
| --------------------------------------- | -------------------------------- | ---------------------------------- | --- | ------------------------------ |
| Katholische Pfarrkirche Hl. Drei Könige | Kinderbeuern, Dorfstraße 21 Lage | 1870                               | vierachsiger Saalbau, 1870, barockisierende Westfassade, 1932; zugehörig das Pfarrhaus                                                                               | weitere Bilder Fotos hochladen |
| Pfarrhaus                               | Kinderbeuern, Dorfstraße 23 Lage | 1910/20                            | massiver Mansardwalmdachbau, Reformarchitektur, 1910/20 | Fotos hochladen                |
| Hofanlage                               | Hetzhof, Am Sonnenhang 13 Lage   | 18. oder 19. Jahrhundert           | kleiner Streckhof; eingeschossiges Fachwerkhaus und -wirtschaftsgebäude, verputzt, 18. oder 19. Jahrhundert                                                          | BW                             |
| Quereinhaus                             | Hetzhof, Brunnenstraße 4 Lage    | 18. Jahrhundert                    | Fachwerk-Quereinhaus, teilweise massiv, 18. Jahrhundert, um 1900 erweitert                                                                                           | Fotos hochladen                |
| Hofanlage                               | Hetzhof, Brunnenstraße 5 Lage    | 1785                               | Streckhof, jetzt Dorfgemeinschaftshaus; Wohnhaus bezeichnet 1785, Wirtschaftsteil, teilweise Fachwerk; ehemalige Fachwerkscheune, teilweise massiv, mit Backhaus (?) | Fotos hochladen                |
| Quereinhaus                             | Hetzhof, Kondelstraße 30 Lage    | 1729                               | bezeichnet 1729 (?), im 19. Jahrhundert überformt | BW                             |
| Wohnhaus                                | Hetzhof, Kondelstraße 39 Lage    | zweite Hälfte des 18. Jahrhunderts | barocker Massivbau, zweite Hälfte des 18. Jahrhunderts | BW                             |
| Katholische Filialkirche St. Johannes   | Hetzhof, Kondelstraße 43 Lage    | 1792                               | dreiachsiger Saalbau, bezeichnet 1792 | Fotos hochladen                |